# Ocean Viking
Ocean Viking és un vaixell de bandera noruega utilitzat com a vaixell de salvament al Mediterrani des de l'agost del 2019.
Va ser encarregat el juny de 1985 i finalitzat el desembre de 1986 per part de Wilhelmsen Offshore Services. S'ha venut en diverses ocasions. El desembre de 1991 va passar a anomenar-se Viking Fighter i a l'octubre de 2005 Ocean Viking. Al setembre de 2011, el vaixell va arribar al seu operador actual, Hoyland Offshore a Steinsland. La nau, amb capacitat per a 200 persones, va ser utilitzada per al subministrament de plataformes flotants. De fet, està equipatda amb skimers i bombes per poder absorbir petroli de la superfìcie de l'aigua en cas de necessitat.
A mitjans de 2019, Metges Sense Fronteres i SOS Méditerranée van llogar el vaixell per rescatar refugiats al Mediterrani. Van salpar amb un equip de 13 persones SM i 9 metges de MSF, a més de nou mariners. El 4 d'agost de 2019, el vaixell va començar operacions com a vaixell de rescat al Mediterrani. Les dues organitzacions van tardar set mesos en trobar substitut per l'Aquarius 2 que els costa 14.000 euros al dia pagats per donacions privades. Entre les principals novetats disposaran d'un centre mèdic equipat amb tres estances per poder atendre els migrants rescatats, així com un espai d'higiene, amb dutxes i banys individuals.
Del 8 a l'11 d'agost del 2019 el vaixell va fer tres operacions de rescat, arribant als 251 rescatats. Les entitats que gestionen la nau van afirmar que tenien capacitat per fins a 300 persones.